# Heamanita-(Ce)
La heamanita-(Ce) és un mineral de la classe dels òxids. Rep el nom en honor de Larry Heaman (n. 1955), professor universitari de la Universitat d'Alberta. Va ser l'investigador que va desenvolupar la datació per edat de la perovskita.

## Característiques
La heamanita-(Ce) és un òxid de fórmula química (K0.5Ce0.5)TiO₃. Va ser aprovada com a espècie vàlida per l'Associació Mineralògica Internacional l'any 2020, sent publicada l'any 2022. Cristal·litza en el sistema isomètric. La seva duresa a l'escala de Mohs és 5,5.
L'exemplar que va servir per a determinar l'espècie, el que es coneix com a material tipus, es troba conservat a les col·leccions mineralògiques del departament d'història natural del Museu Reial d'Ontario, a Ontario (Canadà), amb el número de catàleg: m59970.

## Formació i jaciments
Va ser descoberta a la mina Gahcho Kué, a Lac de Gras (Territoris del Nord-oest, Canadà). Aquest indret és l'únic a tot el planeta on ha estat descrita aquesta espècie mineral.